# Ridi Steibl
Maria "Ridi" Steibl (* 14. November 1951 in Wiesental-Vasoldsberg, Steiermark) ist eine österreichische Parlamentsabgeordnete (ÖVP).

## Leben
Nach dem Besuch einer landwirtschaftlichen Berufsschule und einer Bürofachschule, absolvierte sie eine Ausbildung als Kommunikationstrainerin.
Ihre ersten Stationen in der Berufswelt waren die Diözese Graz-Seckau und die Leitung des Referats Frau-Familie-Gesellschaft im Amt der Steiermärkischen Landesregierung. Steibl war von 1983 bis 1991 Ortsleiterin der Österreichischen Frauenbewegung in ihrer Heimatgemeinde Vasoldsberg, von 1987 bis 1995 war sie Bezirksleiterin der Österreichischen Frauenbewegung Graz-Umgebung.
Von 1989 bis 1990 war sie Mitglied des Gemeinderates von Vasoldsberg. 1994 wurde Steibl zum ersten Mal in den Nationalrat gewählt. Seit 2000 ist sie Parlamentarische Bereichssprecherin für Familienpolitik. 
Ridi Steibl ist verheiratet und hat eine Tochter.

## Auszeichnungen
- 2004: Großes Goldenes Ehrenzeichen für Verdienste um die Republik Österreich[1]